# 叶祖皮尔
49°2′30″N 24°46′49″E / 49.04167°N 24.78028°E

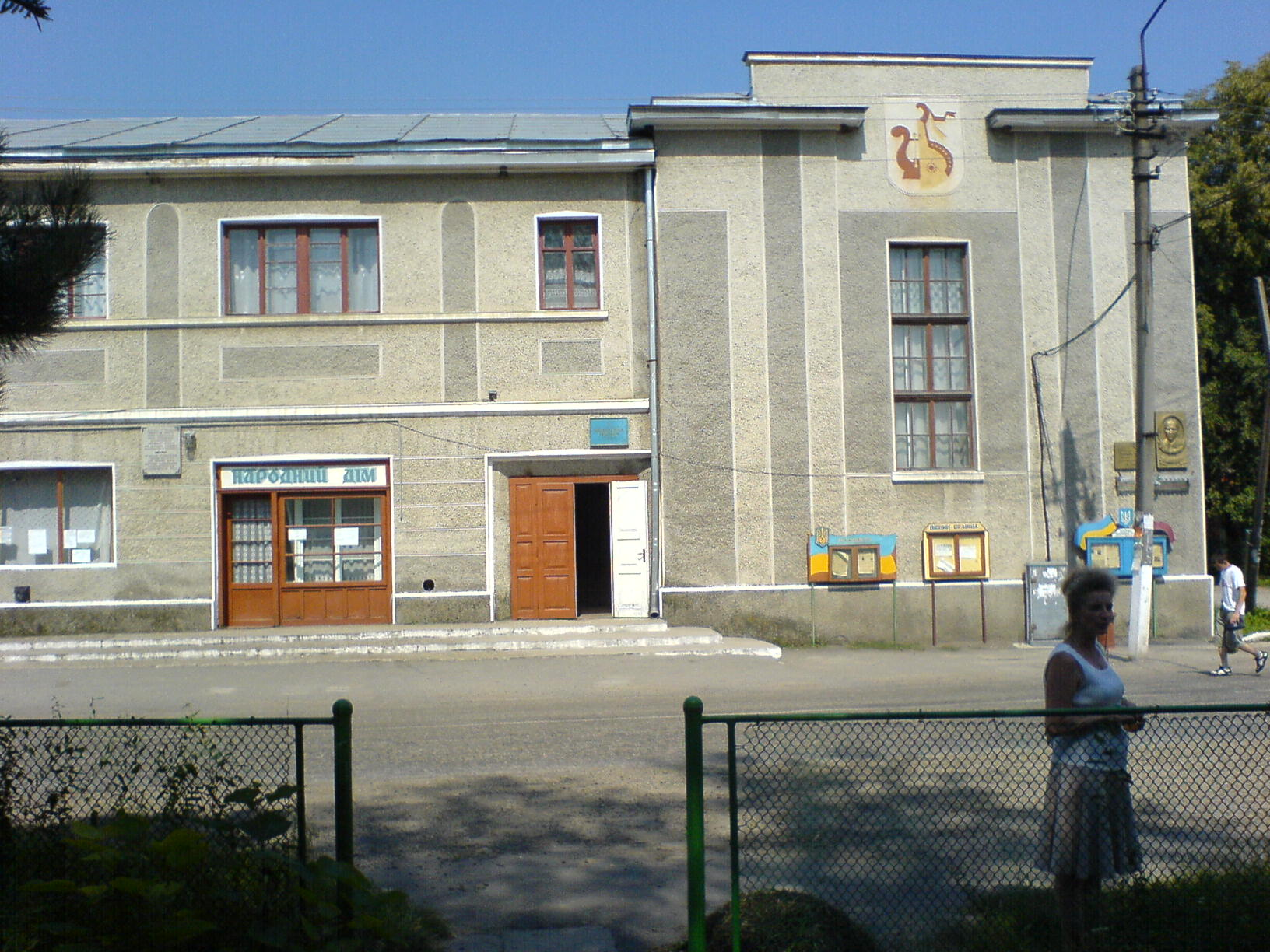

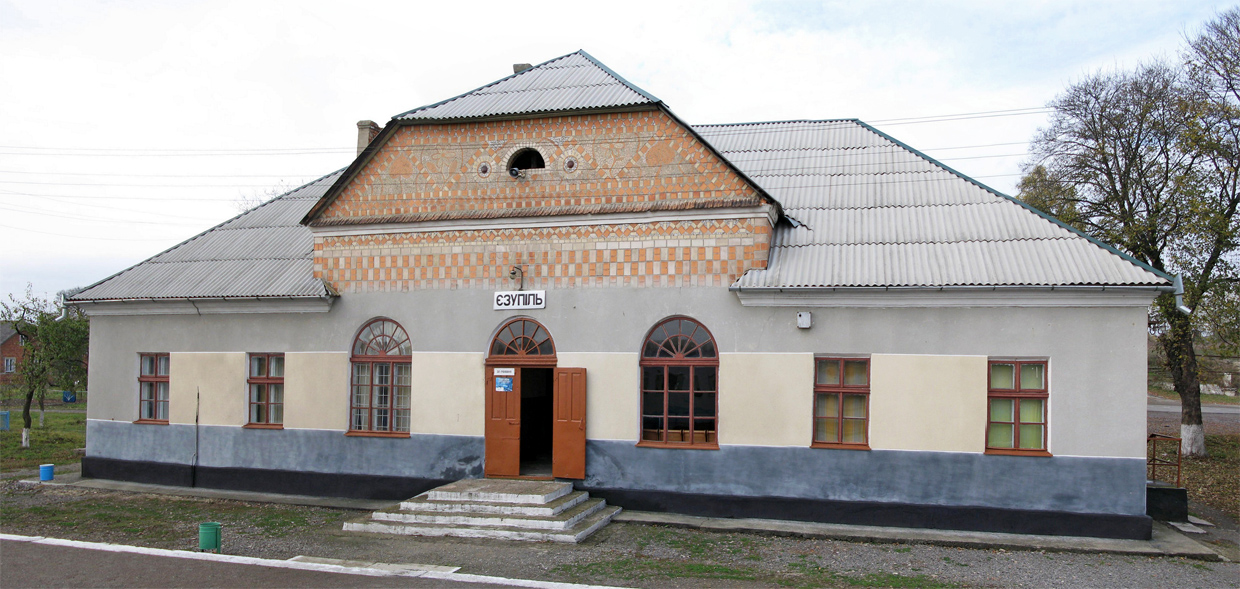

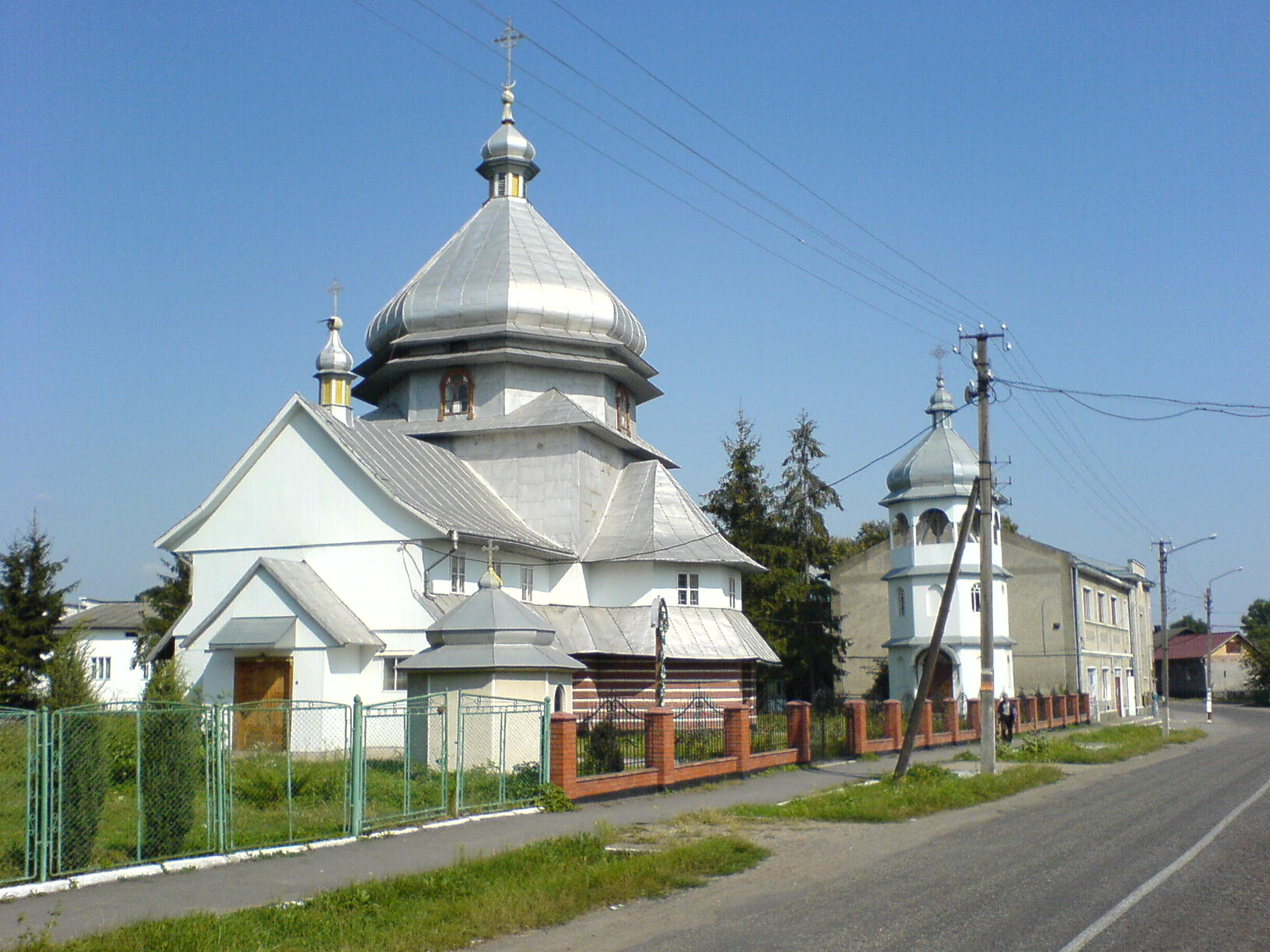

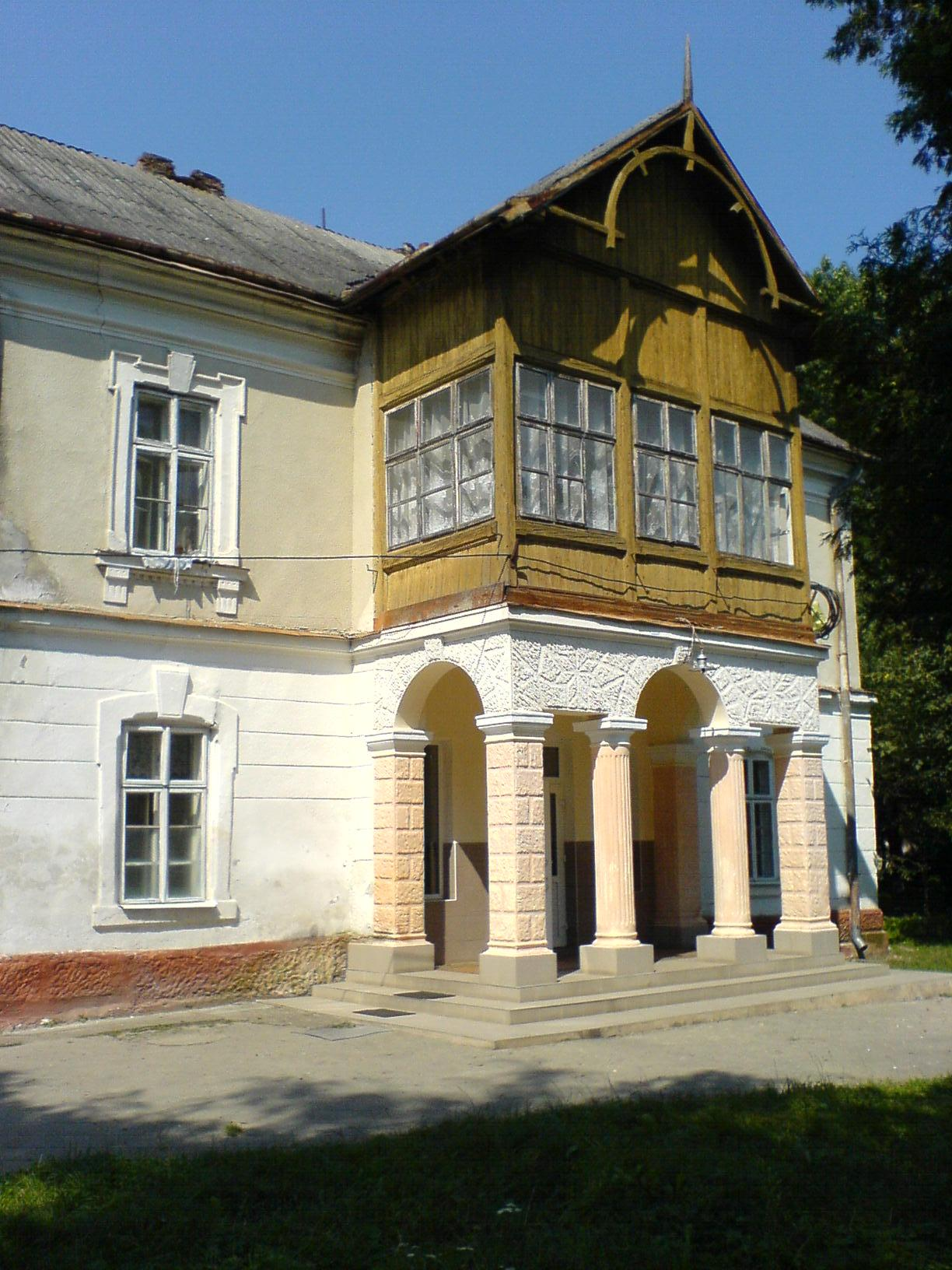

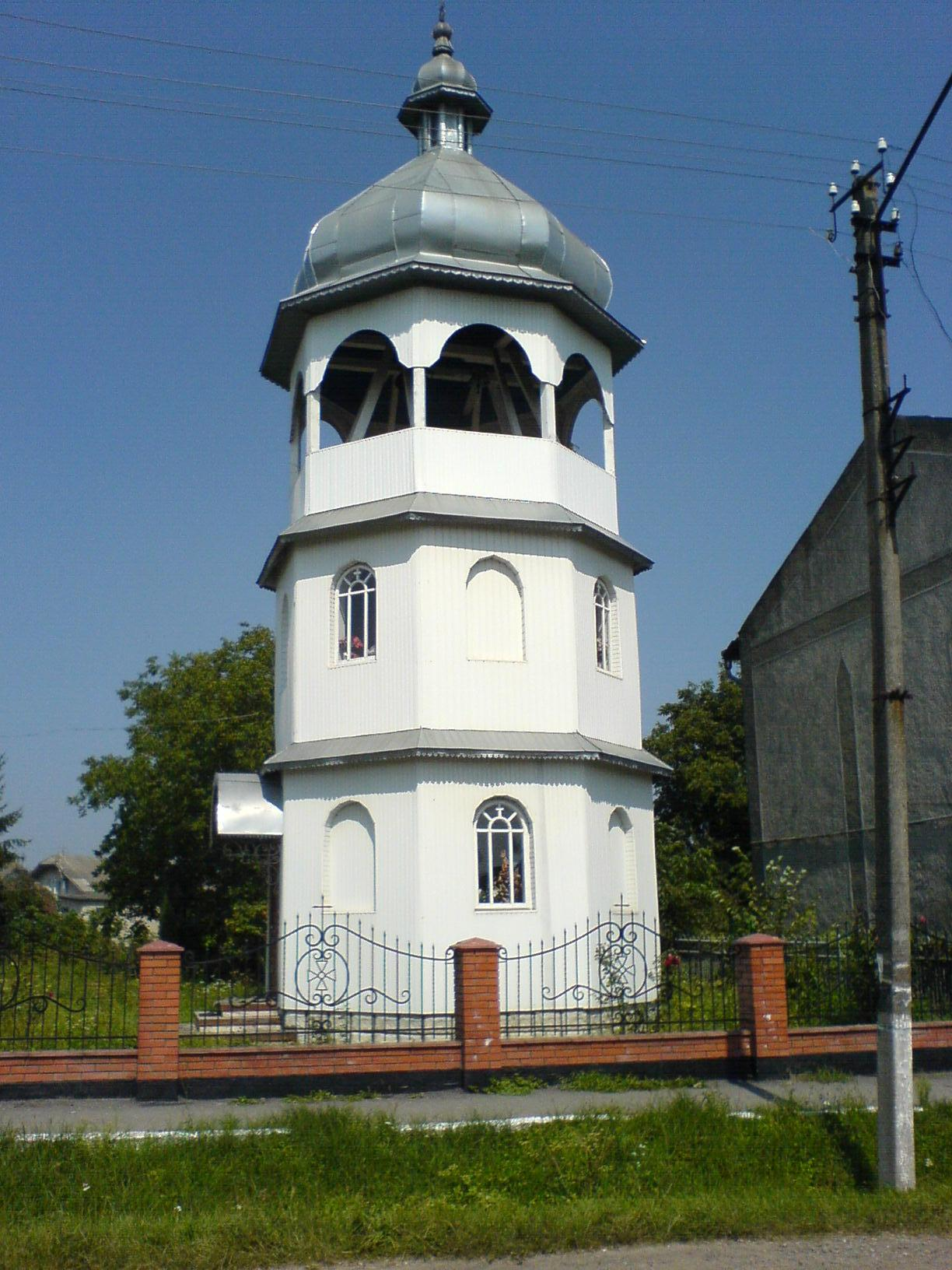

叶祖皮尔（羅馬化：Yezupil）是烏克蘭西部伊萬諾-弗蘭科夫斯克州伊万诺-弗兰科夫斯克区叶祖皮尔市镇内的鎮及其行政中心。始建於1435年，面積28.22平方公里，海拔高度260米，2011年人口2,978，人口密度每平方公里105.5人。